# 茹拉夫列瓦布達
51°55′10″N 32°28′32″E / 51.91944°N 32.47556°E
茹拉夫列瓦布達（烏克蘭語：Журавлева Буда），是烏克蘭北部的村莊，隸屬切爾尼希夫州的科留基夫卡區。該村始建於1918年，面積0.31平方公里，海拔高度169米，2001年人口42，人口密度每平方公里136.36人。